# 住吉地域自治区
住吉地域自治区（すみよしちいきじちく）は、宮崎県宮崎市の地域自治区の一つ。市の北東部に位置する。本項では同区域にかつて所在した宮崎郡住吉村（すみよしそん）についても述べる。

## 地理

### 町域
- 大字塩路
- 大字島之内
- 大字新名爪
- 大字広原
- 大字芳士

## 歴史
- 1889年（明治22年）5月1日 - 町村制の施行により、北那珂郡広原村・島ノ内村・新名爪村・芳士村・塩路村の区域をもって住吉村が発足。
- 1896年（明治29年）4月1日 - 郡の統合により住吉村の所属郡が宮崎郡に変更[1]。
- 1957年（昭和38年）10月1日 - 住吉村が宮崎市に編入。
- 2006年（平成18年）1月1日 - 旧・住吉村が住吉地域自治区となる。

## 地域

### 教育
- 宮崎市立住吉小学校
- 宮崎市立住吉南小学校
- 宮崎市立住吉中学校
- 宮崎県立宮崎北高等学校
- 宮崎県立みやざき中央支援学校（旧:宮崎養護学校）
- 宮崎日本大学高等学校・中学校
- 日章学園高等学校・中学校

### 文化施設
- みやざき歴史文化館
- 住吉公民館

### 体育施設
- フェニックスカントリークラブ
- 宮崎市立広原体育館

## 史跡・寺社
- 新名爪八幡宮（にいなづめ はちまんぐう）- 第81代安徳天皇の養和年間（1181年 - 1182年）、豊前国領主土持冠者左衛門景綱が日向の地頭のとき、宇佐神宮の荘園「新名爪別府」に宇佐神宮の分霊を勧請して造営した。当初の名称は土持八幡宮（つちもち はちまんぐう）。

## 交通

### 鉄道
- 日豊本線
  - 日向住吉駅

### 道路
- 国道10号
- 国道219号
- 一ツ葉道路
  - 住吉インターチェンジ
- 宮崎県道9号宮崎西環状線
- 宮崎県道11号宮崎島之内線

## 名所・旧跡・観光スポット・祭事・催事
- 宮崎市フェニックス自然動物園
- ダンロップフェニックストーナメント - 内外の一流プレイヤーが集うゴルフトーナメント
- 蓮ヶ池横穴群 - 国の史跡